# Think Global Media
Die Think Global Media GmbH (abgekürzt TGM),  ist ein Produktionsunternehmen für die Synchronisation von Filmen und Fernsehserien mit dem Hauptsitz in Düsseldorf.

## Geschichte
Das Unternehmen wurde 2001 gegründet. Der Hauptsitz von TGM befindet sich in Düsseldorf. Einen weiteren Standort hat das Unternehmen in Berlin. Die Firma hat bereits über 800 Synchronisationen von Filmen übernommen.

## Produktionen (Auswahl)
Zu den bekanntesten Synchronisationen zählen:

### Kinofilme
- Jim Knopf und die Wilde 13 (englische Fassung)
- Der Junge und die Wildgänse
- Winnie the Pooh: Blood and Honey
- Ted Bundy: No Man of God
- Mr. Collins’ zweiter Frühling
- Ghost Movie 2
- Stone
- The Philosophers – Wer überlebt?
- The Complex – Das Böse in Dir

### Dokumentarfilme
- QT8: Quentin Tarantino – The First Eight
- Supersonic

### Fernsehserien
- Death Note (2015)
- Monster